# Ferme à Isidore
La ferme à Isidore est une ferme située à Combloux, en France.

## Localisation
La ferme est située dans le département français de la Haute-Savoie, sur la commune de Combloux.

## Description
Les inscriptions portées sur les contrefiches qui soutiennent l’avant-toit de la façade principale datent la ferme du 2 juin 1832 construite pour François M Million. Vers 1900,
cette maison passe aux mains d’un certain Monsieur Martinelli. L’activité agricole de la ferme est alors progressivement abandonnée. La maison est couverte d’un toit à faible pente à deux versants, dont le faîtage est dirigé vers l’aval, côté est. Le pignon principal est orné d’une grande galerie, accessible uniquement de l’intérieur. Les façades sont construites en moellons de pierre recouverts d’enduit. Le bois est employé pour le pignon Est et pour la charpente. Le grenier s’élève sur deux niveaux au-dessus d’un soubassement en pierre, entourés chacun d’une galerie sur trois faces. 

## Implantation dans l'environnement
La maison se situe dans le hameau de Basseville, situé très près du chef-lieu, en aval. Les maisons qui composent ce hameau sont très proches. Le bâti occupe la majorité de la parcelle, qui contient également le grenier. Au cours du XXe siècle, à la faveur du développement du tourisme, le hameau a été englobé dans le bourg du chef-lieu.
L’architecture qui en résulte est caractéristique de leurs époques de constructions, du bâti de villégiature du début du XXe siècle jusqu’à des constructions à l’architecture plus radicale des années 60 et 70. D’autres fermes situés à proximité ont su conserver leurs authenticités

## Historique
L'édifice est inscrit à l'inventaire supplémentaires des monuments historiques le 13 septembre 2004. Il appartient à la commune de Combloux depuis 2002.